# Lesotho op de Olympische Zomerspelen 1984
Lesotho nam deel aan de Olympische Spelen tijdens de Olympische Zomerspelen 1984 in Los Angeles, Verenigde Staten. Er waren vier deelnemers, actief in 2 sporten. Net zoals bij hun vorige deelnames, werden er geen medailles gewonnen.

## Deelnemers en resultaten
(m) = mannen, (v) = vrouwen 

### Atletiek
| Olympiër          | Discipline   | Resultaat | Prestatie                 |
| ----------------- | ------------ | --------- | ------------------------- |
| Frans Ntaole      | 10000m (m)   | 36e       | serie 3: 13de in 30.18,71 |
| Frans Ntaole      | marathon (m) | 40e       | 2:21.09                   |
| Vincent Rakabaele | marathon (m) | 36e       | 2:32.15                   |

### Boksen
| Olympiër   | Discipline | Resultaat | Prestatie                                                                       |
| ---------- | ---------- | --------- | ------------------------------------------------------------------------------- |
| Lefa Tsapi | -67kg (m)  | 17e       | 1ste ronde: vrij 2de ronde: V van ZAI Kitangawa: scheidsrechterlijke beslissing |
| Tsiu Monne | -75kg (m)  | 17e       | 1ste ronde: vrij 2de ronde: V van ALG Zaoui: scheidsrechterlijke beslissing     |

Algerije · Amerikaanse Maagdeneilanden · Andorra · Antigua en Barbuda · Argentinië · Australië · Bahama’s · Bahrein · Bangladesh · Barbados · België · Belize · Benin · Bermuda · Bhutan · Birma · Bolivia · Bondsrepubliek Duitsland · Botswana · Brazilië · Britse Maagdeneilanden · Canada · Centraal-Afrikaanse Republiek · Chili · China · Chinees Taipei · Colombia · Congo-Brazzaville · Costa Rica · Cyprus · Denemarken · Djibouti · Dominicaanse Republiek · Ecuador · Egypte · El Salvador · Equatoriaal-Guinea · Fiji · Filipijnen · Finland · Frankrijk · Gabon · Gambia · Ghana · Grenada · Griekenland · Groot-Brittannië · Guatemala · Guinee · Guyana · Haïti · Honduras · Hongkong · Ierland · IJsland · India · Indonesië · Irak · Israël · Italië · Ivoorkust · Jamaica · Japan · Joegoslavië · Jordanië · Kaaimaneilanden · Kameroen · Kenia · Koeweit · Lesotho · Libanon · Liberia · Liechtenstein · Luxemburg · Madagaskar · Malawi · Maleisië · Mali · Malta · Marokko · Mauritanië · Mauritius · Mexico · Monaco · Mozambique · Nederland · Nederlandse Antillen · Nepal · Nicaragua · Nieuw-Zeeland · Niger · Nigeria · Noord-Jemen · Noorwegen · Oeganda · Oman · Oostenrijk · Pakistan · Panama · Papoea-Nieuw-Guinea · Paraguay · Peru · Portugal · Puerto Rico · Qatar · Roemenië · Rwanda · Salomonseilanden · Samoa · San Marino · Saoedi-Arabië · Senegal · Seychellen · Sierra Leone · Singapore · Soedan · Somalië · Spanje · Sri Lanka · Suriname · Swaziland · Syrië · Tanzania · Thailand · Togo · Tonga · Trinidad en Tobago · Tsjaad · Tunesië · Turkije · Uruguay · Venezuela · Verenigde Arabische Emiraten · Verenigde Staten · Zaïre · Zambia · Zimbabwe · Zuid-Korea · Zweden · Zwitserland